# Johann Georg Heinsch
Johann Georg Heinsch (auch: Johann Georg Heintsch; tschechisch: Jan Jiří Heinsch; * vermutlich 1647 in Glatz, Grafschaft Glatz; † 9. September 1712 in Prag) war ein deutsch-böhmischer Barockmaler.

## Leben
Johann Georg Heinsch war der Sohn des Glatzer königlichen Kanzleibeamten und Schöffen Joachim Franz Heinsch. Sein Geburtsjahr 1647 ist nicht belegt. Auch fehlen verlässliche Daten über seinen Bildungsweg. Über seinen Lebenslauf gibt es sehr widersprüchliche Angaben. Seit 1678 war er als vielschaffender, wohlhabender Künstler in Prag ansässig, wo er das Bürgerrecht erworben hatte. Nach dem Tod seiner ersten Frau trat er 1702 in das Kloster der barfüssigen Augustiner in Bělá pod Bezdězem ein, das er jedoch vor Ablauf des Noviziats wieder verließ. Seine zweite Frau, die er 1704 heiratete, war eine Bürgerstochter.
Sein künstlerisches Vorbild soll der bekannte Barockmaler Karel Škréta gewesen sein. Heinsch malte zahlreiche Altarbilder im konventionellen Stil, hauptsächlich für Prager Kirchen. Auftraggeber waren überwiegend die Klöster der Jesuiten, der Kreuzherren und der Augustiner. Viele seiner Werke befanden sich in Klosterkirchen, die während der Josephinischen Reformen aufgehoben wurden. Einige dieser Gemälde gelten als verloren, andere sind noch in Museen erhalten, z. B. in der Nationalgalerie Prag und in den Städtischen Galerien von Roudnice nad Labem und Velvary.

## Werke in Kirchen

### Prag
- Altargemälde in der Kirche Mariä Himmelfahrt und Karl der Große im Augustiner-Chorherrenstift Prag-Karlshof
- St.-Ignatius Kirche (Kostel sv. Ignáce): Hochaltargemälde Hl. Ignatius mit der heiligen Dreifaltigkeit (1687); Translation des Hl. Wenzel (1692)
- St. Apollinaris; Karlshofer Madonna 'Mater Verbi Incarnati' (1697)
- Kirche St. Heinrich und Kunigunde (Prag) (Kostel svatého Jindřicha): Hl. Heinrich und Hl. Kunigunde (1698)
- St. Jakob (Kostel svatého Jakuba): Altargemälde Hl. Sippe (1702)
- Teynkirche: Hl. Joseph mit dem Jesuskinde (1685)
- Kreuzherrenkirche: Die selige Agnes von Böhmen (nach 1687)
- Georgs-Kirche: Himmelfahrt Mariä (1688)
- Jesuitenkirche St. Salvator: Hl. Ignatius und Hl. Franz Xaver (1710)

### Außerhalb Prags
- Česká Lípa, Allerheiligenkirche: Altargemälde
- Brünn, St.-Thomas-Kirche: Hl. Kümmernis (1687)
- Chlumek u Luže, Jesuitenkirche: Himmelfahrt Mariä sowie sieben weitere Bilder
- Klatovy, Jesuitenkirche St. Ignatius: Gemälde der Seitenaltäre
- Nový Bydžov, Dekanatskirche: Marter des Hl. Laurentius (1683)
- Svatý Jan pod Skalou: Altargemälde „Die Begegnung Johannes des Täufers mit dem Hl. Iwan“ (1695)
- Uherské Hradiště, Jesuitenkirche: Hl. Franz Xaver einen Maurenfürsten taufend (1689)